# Johann-Albrecht-Stil
Der Johann-Albrecht-Stil ist eine nach Herzog Johann Albrecht I. benannte mecklenburgische Sonderform der Renaissance-Architektur, die im Zuge des Historismus im 19. Jahrhundert (wieder-)entdeckt bzw. als neue Tradition weiterentwickelt wurde und als regionaler Neorenaissance-Baustil eine Blüte erlebte.

## Geschichte

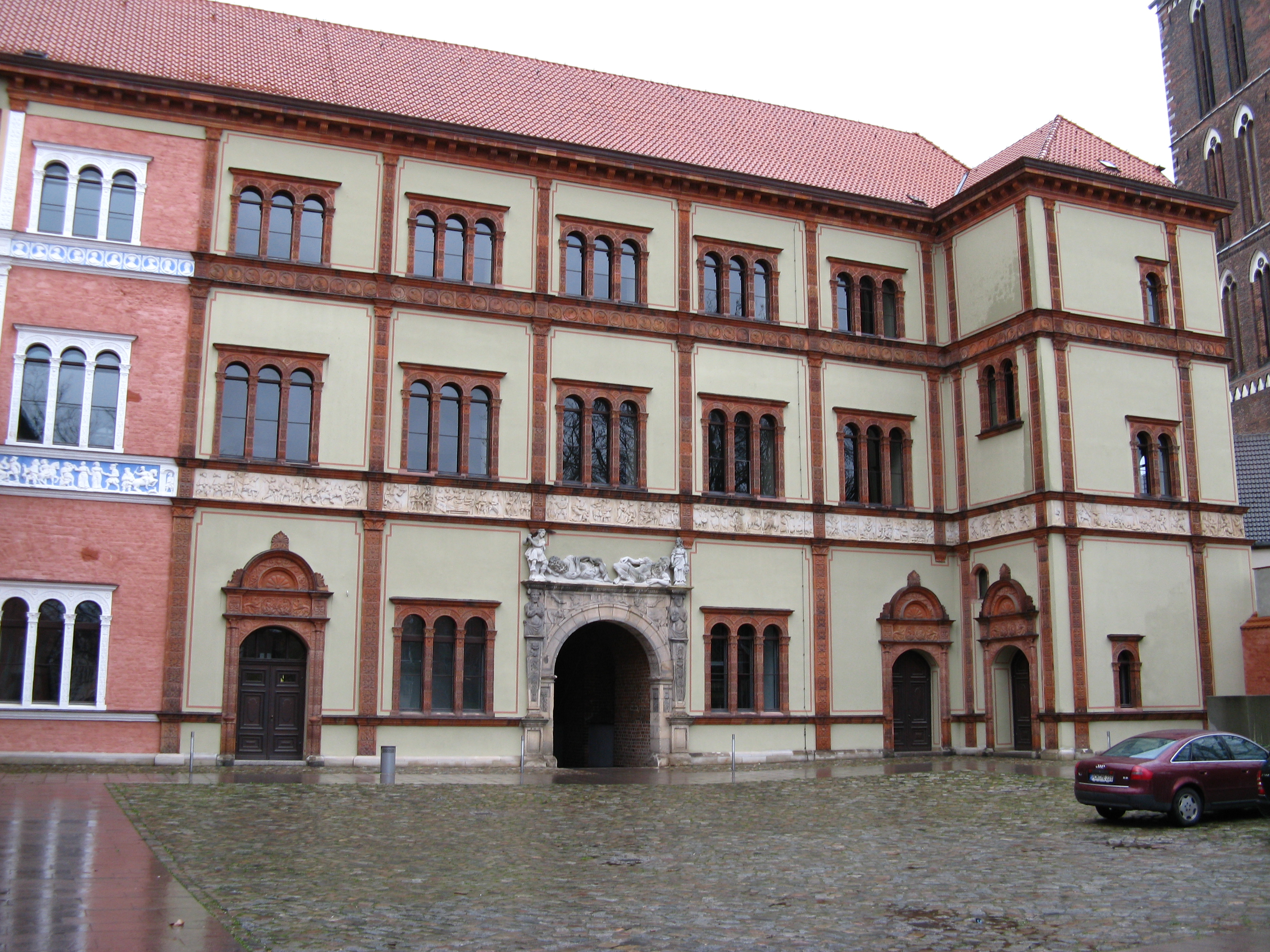
Fürstenhof (Wismar), Hofansicht. Im Bereich der linken Fensterachse wurde die ursprüngliche Farbfassung rekonstruiert.

Im Zuge der Neubesinnung auf „vaterländische Altertümer“ in der ersten Hälfte des 19. Jahrhunderts beschrieb Georg Christian Friedrich Lisch die Regierungszeit von Johann Albrecht I. als Blütezeit der mecklenburgischen Geschichte. Johann Albrecht regierte im Landesteil Mecklenburg-Güstrow von 1547 bis 1556 und im Landesteil Mecklenburg-Schwerin von 1556 bis 1576; 1549 setzte er auf dem Landtag die Reformation für den Gesamtstaat Mecklenburg durch. Als Prototypen des von ihm gepflegten Baustils gelten der Fürstenhof in Wismar, Schloss Gadebusch und die Renaissance-Teile des Schweriner Schlosses. Charakteristika des Stils, der sich an Palazzi in Italien orientierte, waren Rundbogenfenster und halbrunde Giebelabschlüsse, kräftige Portale und die reiche Verwendung von Terrakotten als Fensterrahmen, Friese und Medaillons. Die Terrakotten stammten meist aus der Werkstatt von Statius von Düren.
Wie bereits der Renaissance-Stil im 16. Jahrhundert, so stellte auch die Aufnahme des Johann-Albrecht-Stils im 19. Jahrhundert zunächst einen fürstlichen Baustil dar. Nach dem Um- und Neubau des Schweriner Schlosses, bei dem die Terrakotten restauriert und ergänzt wurden und die Obotritentreppe neu in diesem Neorenaissance-Stil gebaut wurde, entstanden in Mecklenburg in der zweiten Hälfte des 19. Jahrhunderts eine ganze Reihe von staatlichen und privaten Bauten im Johann-Albrecht-Stil mit aufwändigen Terrakotta-Verkleidungen. Die sogenannten Bürgerbauten wurden vorwiegend, zum Teil noch heute erhalten, in den Hansestädten errichtet; ihre Häufung in Schwerin ist wohl der Großherzoglichen Kunstziegelei zuzuschreiben, die 1845 unter Leitung von Georg Adolph Demmler vor dem Wismartor beim Kläterberg am südlichen Westufer des Schweriner Ziegelinnensees für die Herstellung neuer Terrakotten am Schweriner Schloss gegründet wurde.
Inzwischen ist erwiesen, dass die Terrakotten des 16. Jahrhunderts ursprünglich farbig gefasst waren, was im 19. Jahrhundert nicht bekannt war. Die Terrakotten an Bauten des 19. Jahrhunderts waren und sind durchweg naturfarben und blieben ein prägendes Stilmerkmal des Johann-Albrecht-Stils, obwohl der Kontrast von roten Terrakotten zu hellem Putz oder gelbem Backstein unhistorisch ist.

## Bauten
| Bauwerk | Ort       | Baujahr               | Architekt, Baumeister                                                | Koordinaten                      | Bild |
| --- | --------- | --------------------- | -------------------------------------------------------------------- | -------------------------------- | ---- |
| Teile des Schweriner Schlosses, u. a. Neues Langes Haus, Bischofshaus, Obotritentreppe                                | Schwerin  | 1857                  | Hermann Willebrand                                                   | 53° 37′ 27″ N, 11° 25′ 8″ O      |      |
| Hauptgebäude der Universität Rostock                                                                                  | Rostock   | 1866–1870             | Hermann Willebrand                                                   | 54° 5′ 17″ N, 12° 8′ 0″ O        |      |
| Gymnasium Fridericianum August-Bebel-Str. 11                                                                          | Schwerin  | 1868–1870             | Hermann Willebrand                                                   | 53° 37′ 57,5″ N, 11° 24′ 52,4″ O |      |
| Wohnhaus August-Bebel-Straße 7                                                                                        | Schwerin  | 1870                  |                                                                      | 53° 37′ 55″ N, 11° 24′ 52″ O     |      |
| Fürstenhof Wismar | Wismar    | restauriert 1877–1878 | Carl Luckow                                                          | 53° 53′ 27″ N, 11° 27′ 41″ O     |      |
| Doppelwohnhaus Platz der Jugend 5/7, ehem. Strempelplatz                                                              | Schwerin  | 1880–1882             | Bauherr Rentier Radloff                                              | 53° 37′ 16,2″ N, 11° 24′ 30,1″ O |      |
| Schloss Basedow | Basedow   | 1891–1895             | Albrecht Haupt                                                       | 53° 41′ 52″ N, 12° 40′ 56″ O     |      |
| Verwaltungsgebäude der Kuetemeyer-Schencke-Steineckeschen Stiftung (ab 1942 Standesamt), August-Bebel-Straße 29       | Schwerin  | 1893–1894             | Gustav Hamann, Hofmaurermeister Ludwig Clewe                         | 53° 38′ 7″ N, 11° 24′ 52″ O      |      |
| Wohnhaus Knaudtstr. 26                                                                                                | Schwerin  | 1895–1896             | Bauherr Otto Schnell, Hofmaurermeister Ludwig Clewe                  | 53° 38′ 13″ N, 11° 25′ 11″ O     |      |
| Wohnhaus Bäckerstraße 22                                                                                              | Schwerin  | 1896                  | Bauherrengesellschaft Brüder Reinhold, Hofmaurermeister Ludwig Clewe | 53° 37′ 53″ N, 11° 24′ 7″ O      |      |
| Artillerie-Offiziers-Kasino, Johannes-Stelling-Straße 19                                                              | Schwerin  | 1898–1900             | Oscar Wutsdorff                                                      | 53° 37′ 2″ N, 11° 24′ 47″ O      |      |
| Neue Artilleriekaserne, heute u. a. Landesbibliothek Mecklenburg-Vorpommern, Johannes-Stelling-Straße 29              | Schwerin  | 1897–1899             | Oscar Wutsdorff                                                      | 53° 36′ 58″ N, 11° 24′ 54″ O     |      |
| Schloss Wiligrad | Wiligrad  | 1896–1898             | Albrecht Haupt                                                       | 53° 44′ 21″ N, 11° 26′ 6″ O      |      |
| Wohnhaus von Gustav Hamann, Mozartstraße 14                                                                           | Schwerin  | 1902                  | Gustav Hamann, Hofmaurermeister Ludwig Clewe                         | 53° 37′ 54″ N, 11° 24′ 8″ O      |      |
| Schloss Gadebusch, Restaurierung                                                                                      | Gadebusch | 1903–1904             | Gustav Hamann                                                        | 53° 42′ 2″ N, 11° 7′ 9″ O        |      |
| Wohn- und Geschäftshaus, Lange Straße 46                                                                              | Hagenow   | vor 1900              |                                                                      | 53° 26′ 6″ N, 11° 11′ 16″ O      |      |
| Repräsentatives Wohnhaus der ehemaligen Mühlenbesitzer gegenüber der Mühle (heute Kulturmühle Parchim), Fischerdamm 7 | Parchim   | um 1900               |                                                                      |                                  |      |